# Ace of Base
Az Ace of Base egy popegyüttes volt Göteborgból, Svédországból, melynek alapító tagjai: Jonas "Joker" Berggren, Ulf "Buddha" Ekberg, Jenny Berggren és Malin "Linn" Berggren voltak. 1993 és 2002 között négy stúdiólemezt jelentettek meg, melyek több, mint 30 milliós példányszámban keltek el világszerte.
Miután Linn 2007-ben hivatalosan kilépett az együttesből, az Ace of Base trióként még számos koncertet adott Európában és Ázsiában. 2009. november 30-tól Jenny is kilépett az együttesből.
Jonas és Ulf 2010-ben újraalapította az együttest két fiatal énekesnő, Clara Hagman és Julia Williamson közreműködésével. Jenny saját Facebook-adatlapján minderről úgy nyilatkozott, hogy az ő megkérdezése nélkül történt.
A The Sign című albumot a RIAA minden idők 100 legtöbb példányban eladott lemezei között tartja számon. Ez volt az együttes debütáló albuma, amelyről három kislemez felkerült a  Billboard Mainstream Top 40-es listájára (a Billboard magazin 40 legtöbbet játszott popzenéjét felsorakoztató lista): All That She Wants, The Sign, és a Don't Turn Around.

## Az együttes karrierje

### Formáció
A főként new romantic és punk zenét játszó G Konrad nevű formációban való pár éves próbálkozását követően, 1987-ben Jonas Berggren úgy döntött, hogy új együttest alakít. Az együttesbe bekerült két iskolai barátja, Johnny Lindén és Niklas Tränk, valamint két húga, Malin és Jenny Berggren énekesként.
Az új együttes kezdetben többféle névvel próbálkozott, így viselte például a Kalinin Prospect (egy moszkvai utca után), a CAD (Computer-Aided-Disco, azaz számítógép alapú diszkó) és a Tech Noir ("Fekete technológia" franciául, éjszakai szórakozóhely a Terminátor című filmből) nevet is. Svéd klubokban léptek fel új – saját maguk által írt – technó alapú dalaikkal, melyeket főként a The KLF, és a Snap! együttesek ihlettek.
Johnny 1989-ben kilépett a csapatból. Niklas akkor került ki az együttesből, amikor 1990. augusztus 6-án egy – a Bältesspännarparken-ben rendezett – fellépés helyett a Rolling Stones koncertjét választotta a város másik végében. Jonas megkérte egyik barátját, Ulf Ekberget, hogy ugorjon be Niklas helyett. A kvartett új nevet keresett a megújulás jegyében. Linn egy interjúban azt mondta, hogy senki nem tudta kiejteni az együttes korábbi nevét és senki nem emlékezett ránk.
Végül az Ace of Base név mellett döntöttek, amelyben az "Ace" arra utalt, hogy ők voltak a saját stúdiójuk mesterei, a "Base" pedig arra, hogy a stúdiót egy autójavító-műhely alagsorában rendezték be.
A formáció továbbra is küzdött az elismertségért, amely többnyire azért volt "nehéz ügy", mert Göteborgban akkoriban elsősorban a heavy metal és a techno volt népszerű – állította Jenny.
1991-ben John Ballard zenei producer új tehetségeket keresett egy újsághirdetésben, melyre aztán az együttes jelentkezett. Ballard nem volt biztos az Ace of Base későbbi sikereiben, ugyanakkor átadta őket Klas Lundingnak, a Telegram Records producerének, aki segített nekik a Wheel of Fortune című dalukhoz egy demo elkészítésében. A demo még így sem tudta meggyőzni a Telegram kiadót, sem pedig más svéd lemeztársaságot. Végül 1992-ben a befejezetlen demo egy kisebb összegért átkerült egy független dán lemezkiadó, a Mega Records tulajdonába. A dalt újra felvették stúdióban és kislemezként piacra dobták, azonban nem sikerült slágerlistára juttatni. Szeptemberben egy alacsony költségvetésű videóklipet forgatott és rendezett Viking Nielsson a dalhoz, amely aztán kétszeri bukás után végül listás helyezést ért el.

### Happy Nation (1993-1994)
Miután az együttes tagjai hallották a svéd 20-as toplista Another Mother című dalát Kayo Shekoni előadásában, ráeszméltek, hogy pontosan az az a hangzás, amilyen dalt írni szeretnének. Kapcsolatba léptek a dal későbbi producerével Denniz Pop-pal és eljuttatták hozzá az új dal demoját, melynek címe a Mr Ace volt. Ironikus módon a kazetta beragadt Denniz autós magnójába, ezért kénytelen volt azt hallgatni újra és újra, ez pedig segítette a döntésében, mellyel közreműködését ajánlotta a dal felvételében. Ez a dal lett az All That She Wants, a dub és a pop egy különös ötvözete, amely később az együttes védjegyévé vált. 1992 októberi megjelenésekor azonnal a dán slágerlista élére került, ahol az előző szerzeményük még második helyen szerepelt. A karácsony közeledte miatt a Mega Records arra sürgette az együttest, hogy mielőbb elkészítsen egy albumot, melyet aztán gyorsan felvettek, mixeltek és néhány hét múlva piacra dobtak.
Akárcsak a megelőző kislemez, az album is a Happy Nation címet kapta, és megjelenése után nemsoká elsöprő sikert aratott először Dániában, később pedig Európa-szerte. A lemezre aláírtak egy pán-európai licencegyezményt a Metronome/Polygram (ma Universal Music) kiadóval, melyet azonban a kiadó amerikai divíziója visszautasított.
A dal 3. helyezést ért el a svéd toplistán és Németországban nyolc héten át vezette a slágerlistát.
A siker azonban vitát hozott magával, amikor 1993. március 27-én a svéd Expressen újság arról közölt cikket, hogy Ulf, az együttes egyik tagja korábban a Commit Suicide (Kövess el öngyilkosságot) nevű szélső-nacionalista csoport tagja volt, akik rasszista tartalmú dalszövegeket énekeltek. Ezen kívül a sok vitát kiváltó szélsőjobboldali párt, a Sverigedemokraterna (Svéd Demokraták) tagja is volt. Ulf elismerte, hogy az újságban megjelent információk helyesek, azonban tagadta, hogy rasszista lenne. Az 1997-ben készült Történetünk (Our Story) című dokumentumfilmben Ulf a következőt nyilatkozta: Mindenkinek elmondtam, hogy nagyon sajnálom a korábbi tetteimet. Azt a könyvet már becsuktam. Nem szeretnék a továbbiakban erről beszélni, számomra az az időszak már nem is létezik. A könyvet becsuktam és eldobtam. A konzekvenciát levontam, tanultam a történtekből. De az nem az én életem, hanem valaki másé.
1993 áprilisában karrierjük legnagyobb közönsége előtt léptek fel, az izraeli Tel Avivban, Dr. Albannal és az Inner Circle-vel együtt, 55.000 néző előtt.
Májusban az All That She Wants tovább ostromolta a slágerlistákat világszerte, az Egyesült Királyságban pedig három hétig #1 helyezett volt.
A Mega Records kiadó a lemez USA-beli megjelentetésére irányuló erőfeszítései ellenére a válasz mindig az volt, hogy "az együttes soha nem fog az Egyesült Államokban dolgozni".
Végül azonban Clive Davis, az Arista Records alapítója másképp gondolta, és így 1993 év végén az All That She Wants a Billboard Hot 100 lista #2 helyén landolt.
Az Egyesült Államokban való megjelentetés miatt Clive ragaszkodott hozzá, hogy az albumot frissítsék, így új dalokat vettek fel, és az album neve The Sign lett. Ugyanezzel a címmel jelent meg az államokban az album második kislemeze. A The Sign kislemez sokkal sikeresebb lett, mint az előző, összesen hat hétig volt #1 helyezett és egyben 1994 legtöbb példányban eladott lemeze lett.
Ugyancsak nagy sikert aratott Európában is, az Egyesült Királyságban és Svédországban #2 helyezést kapott a toplistán, míg Németországban vezette azt. A Polygram kiadó újra megjelentette az albumot Happy Nation (US verzió) néven.
Két további kislemez jelent meg az albumról: a Living in Danger és a Don't turn around. Utóbbit eredetileg Diane Warren írta, és Tina Turner B-oldalas felvételeként jelent meg 1986-ban, majd a brit Aswad nevű reggae együttes verziójában #1 helyezést ért el az Egyesült Királyságban, 1988-ban. Clive Davis javasolta, hogy a dalt adoptálják, majd jelenjék meg az albumon, ennek köszönhetően nemzetközi slágerré vált. Az együttes ettől fogva világszerte sikeresnek számított.

### The Bridge(1995-1996)
Az együttes tagjai, akik már lassan megunták, hogy mindig párhuzamba állítják őket az ABBÁ-val, közel kétéves feszített tempójú lemezbemutató turnét tudhattak maguk mögött és alig tudták elhinni a hirtelen jön sikert. 1994 áprilisában egy őrült német rajongójuk, Manuela Behrendt egy késsel hadonászva bejutott a Berggren család házába. Miután sikerült ártalmatlanná tenni őt, az együttes tagjai úgy döntöttek, hogy testőrökkel dolgoznak tovább. Ugyanakkor nem volt idejük az ilyesfajta dolgokon tovább elmélkedni, mert az első album sikerén felbuzdulva a lemezkiadók világszerte sürgették a második albumot. Hogy a folyamat felgyorsuljon, ahelyett, hogy újra Jonas és Ulf írták volna a dalokat, az együttes valamennyi tagja lehetőséget kapott saját szerzemény elkészítésére.
Végezetül 17 dallal elkészült a The Bridge című új album. Egyértelműen érezhető volt a stílusbeli változás az albumon, a reggae és klubhangzás helyett – ami az együttest oly népszerűvé tette – valami kísérleti jellegű stílusa volt a dalok többségének, valamint született több ballada is. Az első kislemez, a Lucky Love egy mainstream pop dal lett, amely 1995 októberben jelent meg és rögtön a svéd toplista #1 helyezettje lett. Ez az együttest kellemes meglepetésként érte, hiszen úgy gondolták, hogy a honfitársaik a legkíméletlenebb kritikusaik.
Németországban a valamivel visszafogottabb #13 helyen szerepelt, illetve az Egyesült Királyságban pedig a #20 lett a slágerlistán. Az Arista Records úgy gondolta, hogy nem megfelelő a dal az amerikai megjelentetéshez, ezért inkább a pulzáló ritmusú következő kislemezt, a Beautiful Life-ot választották, amely aztán #15 helyen végzett mind az Egyesült Államokban, mind pedig az Egyesült Királyságban.
Az album megkapta a platina minősítést, azonban az első album fenomenális sikerét, úgy tűnt, nehéz megismételni. 1996 februárjában az együttes a 2 Unlimiteddel együtt Chilében koncertezett a Viña del Mar-ban megrendezésre kerülő Festival de la Canción  (Dalfesztivál) keretében, telt házas közönség előtt.

### Flowers (1997-1999)
Ezek után az Ace of Base eltűnt egy időre a reflektorfényből. Legközelebb 1997 júliusában léptek újra színpadra Viktória hercegnő 20. születésnapja alkalmából. Annyi időt kaptak, amennyire szükségük volt a harmadik nagylemez elkészítéséhez, amelynek felvételei nagyrészt Jonas saját stúdiójában készültek. Amikor aztán 1998 júniusában megjelent, az együttes azt állította, hogy ez az eddigi legjobb albumuk. A lemez a Flowers (Virágok) címet kapta, hiszen hangzásvilágában a különböző stílusjegyeket ötvözte, így a gospelt és a Motownt, színes volt, akárcsak egy virágcsokor.

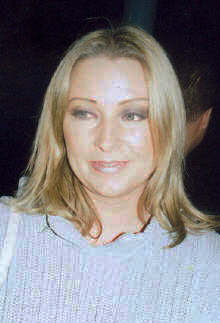
Linn 2003-ban

A rajongókat meglepte, hogy Linn a vezető vokalista szereppel felhagyott, ettől fogva Jenny hangja volt a meghatározó a dalokban, továbbá a lemezt népszerűsítő hivatalos fotókon az arcát elhomályosították. Az együttes megnyugtatta a rajongókat, hogy Linn jól érzi magát háttérszereplőként, valamint számos okot sorakoztattak fel a helyzet kapcsán, így például hogy károsodott a hangja, a repüléstől való félelme miatt nem tud részt venni a világ körüli turnén, és hogy nem szereti a hírnévvel járó életmódot.
A Life is a Flower "rádió-barát" kislemezt a legtöbbet játszott európai slágerré nyilvánították 1998-ban, és több, mint 250.000 példányt értékesítettek belőle csak az Egyesült Királyságban, miközben a toplisták #5 helyére küzdötte fel magát. Az azonos című színes videóklipet Andreas Neumann rendezte. A brit lemezkiadó - London Records - kérésére felvették a Bananarama 1984-es  slágerét, a Cruel Summert, és ez lett az album második kislemeze.
Clive Davis producer úgy gondolta, hogy a Life Is a Flower túl európai jellegű dal, ezért inkább a Cruel Summer kislemez népszerűsítése mellett döntött, és az Egyesült Államokban ezzel a dallal az Ace of Base 10 év óta először újra a Top 10-be került, valamint megkapta az arany minősítést. Az albumot átnevezték Cruel Summer-re és egy más dalösszeállítással került forgalomba az Egyesült Államokban.
Davis meggyőzte a vonakodó Linnt, hogy énekelje fel stúdióban az Everytime it Rains című Billy Steinberg által írt balladát, és a Life Is a Flower dalt újra felvették Whenever You Need Me címmel és ez lett az album második kislemeze, azonban csak a 76. helyezésig jutott a slágerlistákon. 
Az Always Have, Always Will és a Travel to Romantis újabb slágerek lettek Európában, míg az Everytime it Rains című dalt az átdolgozott Life Is a Flowerrel együtt kiadták az Egyesült Királyságban.

### Greatest Hits (1999-2000)
1999 novemberében jelent meg a Singles of the 90s válogatásalbum tizenhat korábbi slágerrel. Az album első kislemeze, a C'est La Vie (Always 21) meglepetésre első helyre ugrott a spanyol slágerlistán. A sikert kihasználva egy második kislemezt dobtak hamarosan piacra Hallo, hallo címmel és speciális, kifejezetten a spanyol hallgatók számára készült remixekkel. Az album promóciója a harmadik, rádió-kislemez, a Love in December megjelenésével véget ért. Az Egyesült Államokban Clive Davis javaslatára kiadták a korábbi albumról az Everytime It Rains című kislemez remix változatát csak rádiókban való játszásra, ezzel akarták az amerikában Greatest Hits névvel jelölt válogatás lemezt promotálni, azonban az album csak szerény sikereket ért el, még a slágerlistákra sem sikerült feljutnia. Megjelenésének első hetén kevesebb, mint 5000 példányt adtak el. Ez az album lett az együttes negyedik stúdiólemeze, ezzel teljesült az Arista Records-szal kötött négy lemezre vonatkozó szerződés, a kiadó azt nem hosszabbította meg.  
Eredetileg a Hallo, hallo című kislemezt akarták elsőként megjelentetni az Egyesült Államokban, azonban végül még a válogatás lemezre sem került fel. A C'est La Vie (Always 21) lett az album amerikai verziójának egyetlen új szerzeménye. Az albumra rá került még a Lucky Love és a Beautiful Life dalok egy-egy régi remix változata.

### Da Capo (2002-2003)
Az együttes 2002 szeptemberében megjelentette az ötödik stúdiólemezét Da Capo címen először Európában, majd később a Toshiba EMI kiadó jóvoltából Japánban is, más lemezborítóval és három bónusz dallal. Az album 12 új dalt tartalmazott, és az eredeti megjelenését 2000-re tervezték, azonban a kiadókkal való gondok újra és újra elhalasztották.
Az album a zenei műszóként használatos "da capo" kifejezésről (jelentése: elölről, vissza a kezdetekhez) kapta a nevét.
A cím azt hivatott jelezni, hogy az album dalait az Ace of Base eredeti zenei hangzásával írták.
Noha a lemez felkerült a legtöbb európai lemezlistára, mégsem lett olyan sikeres, mint a korábbi albumok. Az európai promóciós turnéra (Svédország, Dánia, Norvégia, Finnország, Németország, Lengyelország, Ausztria) mindössze Ulf és Jenny mentek el. Jonas otthon maradt a két gyermekével, míg Linn mindössze egy fellépésen volt jelen Németországban. A lemez nem jelent meg sem az Egyesült Államokban, sem pedig Ausztráliában, valamint az Egyesült Királyságban is csak szerény promóciót kapott, mivel a brit zenei kiadójuk, a Polydor úgy gondolta, hogy a dalok zenei hangzása már nem állja meg a helyét a brit zenei piacon.
Az album első kislemeze a Beautiful Morning volt, amely Svédországban a 14. helyezésig , míg Németországban a 38. helyig jutott a kislemez listán. Ezt követte a második kislemez, a The Juvenile, amelyet a német RTL csatorna a karácsonyi műsorkampányához használt fel. Ez a dal volt az együttes "vesztes" dala, melyet eredetileg az 1995-ös Aranyszem című James Bond film betétdalaként írtak, azonban az amerikai lemezkiadó a "fiók mélyére temette" a dalt. Az együttes ezek után már nem volt érdekelt a filmzene készítésében való együttműködésben, míg a dalukat a Bono által Tina Turnernek írt GoldenEye című dallal helyettesítették.
A skandináv országokban az Edel-Mega kiadó döntése alapján a Da Capo következő megjelenő kislemeze az Unspeakable lett, azonban a listákon való szerény helyezések miatt a promóciót hamarosan befejezték.

### Alkotói szünet (2003-2006)
2003 és 2004 során az együttes távol maradt a rivaldafénytől, miközben Jenny a szólókarrierjével és az ahhoz kapcsolódó fellépésekkel volt elfoglalva. Férjével, Jakob Pétrennel közösen számos keresztény rendezvényen felléptek, valamint tagjai lettek az Arose nevű svéd együttesnek. 
2005 év végén aztán több fellépést is vállalt az Ace of Base Belgiumban a Night of The Proms koncertjein, ahol olyan nagy slágereiket adták elő, mint a The Sign, vagy az All That She Wants. Ezeken a koncerteken fellépett Donna Summer is.

### Újraegyesülés (2007-2009)

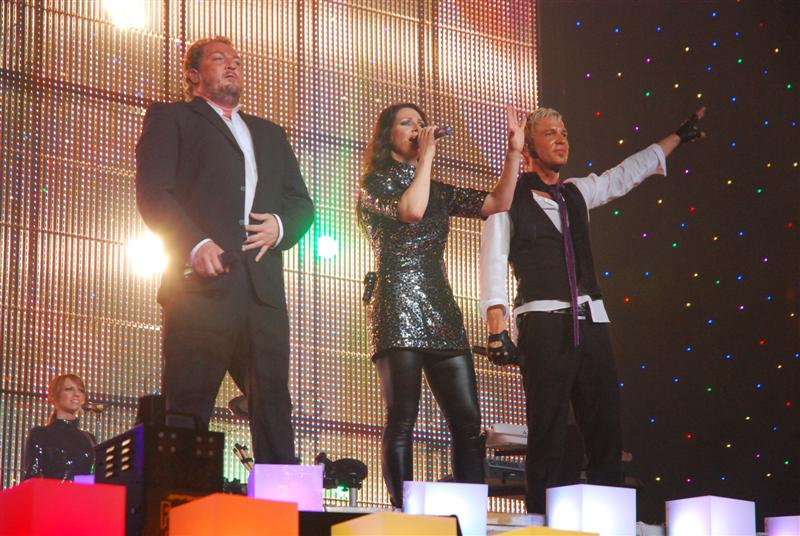
Az Ace of Base trio koncert közben: Jonas, Jenny és Ulf (balról jobbra)

2007. november 15-én az együttes újraegyesülve, 1996 óta először egy teljes koncertet adott Jekatyerinburgban. Az eseményt több főként kelet-európai és dániai koncert követte, melyeken a korábbi slágereiket, valamint a Wheel of Fortune című daluk remix változatát adták elő.
2007. november 28-án egy interjúban Ulf Ekberg hivatalosan is elismerte, hogy Linn kilépett az együttesből, és hogy nem kíván az Ace of Base jövőbeli munkájában részt venni. Az együttes már legalább tíz éve rendszerint trióként, Linn nélkül dolgozott és járt fellépésekre. A dán Se og Hør magazinnak Jenny azt nyilatkozta, hogy Linn már évek óta nem volt az Ace of Base tagja.
Az együttes 2008 és 2009 során számos nyári fesztiválon fellépett világ körüli turnéjuk során, így eljutottak több kelet-európai országba, Skandináviába, Szingapúrba, valamint a Dominikai Köztársaságba.
2008. június 14-én Dániában, a middelfarti koncertjükön előadták a Sparks From a Fire című új szerzeményüket.
2008. november 12-én megjelent a Greatest Hits, Classic Remixes and Music Videos című speciális kiadványuk, amely tartalmazott egy CD-t az addigi slágereikkel, egy másik CD-t néhány daluk remix változatával, valamint egy DVD-t az összes addig megjelent videóklipjükkel.
2009. október 24-én megjelent a Lucky Love 2009, a Don't Turn Around 2009, a Happy Nation 2009, a The Sign - Freedom Bunch Mix és a Wheel of Fortune újra felvett változata egy digitális kislemezen.
Az újraegyesülés óta Peer Åström svéd zenei producerrel együttműködve dolgoztak egy új albumon, melyet az eredeti tervek szerint eljuttattak több lemezkiadóhoz is. A kiadóktól rendszerint azt a választ kapták, hogy az együttes hosszú távon csak úgy lehet sikeres, ha Jenny mellé csatlakozik még egy énekesnő. Jenny kifogásolta a javaslatot, és 2009. november 30-án a Twitteren azt nyilatkozta, hogy nem kíván az együttessel tovább dolgozni a közeljövőben, de reméli, hogy egyszer még dolgozhatnak együtt valamikor.

### Új formáció (2010-)
2010-ben a közösségi média (Twitter, Facebook) segítségével jelentette be Ulf és Jonas, hogy újraalakították az együttest. A két Berggren-lány helyett Clara Hagman és Julia Williamson csatlakozott a csapathoz. (Clara a 2009. évi svéd Idol tehetségkutató verseny elődöntőse volt és itt ismerkedett meg Ulffal, aki zsüritagként vett részt a vetélkedőben.)
Az első kislemez, a dallamvilágában a régi Ace of Base dalokat idéző, ám hangszerelésében újszerű All 4 You 2010 augusztusa óta kapható (az Amazon online boltban augusztus 6-a óta előrendelhető). A kislemez 2010. szeptember 21-én a #38 helyre került a németországi hivatalos eladási listán, ami az elmúlt tíz év legjelentősebb sikere.
Az együttes The Golden Ratio című, 14 számot tartalmazó vadonatúj stúdióalbumának megjelenési dátuma 2010. szeptember 24.

## Előadók, akiket az Ace of Base ihletett
Több nemzetközileg ismert előadó is úgy nyilatkozott, hogy sok dalát az Ace of Base ihlette. Így például Lady Gaga állítása szerint a The Fame Monster című albumán található Alejandro című dal az Ace of Base, Amber, valamint Robin S és a 90-es évek "szuperpop" csapatai ihletésével íródott. 
A The Fame című albumán található Eh, Eh (Nothing Else I Can Say) című dalt szintén az Ace of Base nevéhez fűzi.
Katy Perry azt állította, hogy a 2008-as One of the Boys című albuma hangzásában olyan, mint a The Sign.
A brit Steps együttes harmadik nagylemeze, a Buzz elmondásuk szerint ugyancsak az Ace of Base ihletével készült.

## Diszkográfia

### Nagylemezek
| Év   | Album adatok                                           | Legmagasabb listahelyezés | Legmagasabb listahelyezés | Legmagasabb listahelyezés | Legmagasabb listahelyezés | Legmagasabb listahelyezés | Legmagasabb listahelyezés | Legmagasabb listahelyezés | Legmagasabb listahelyezés | Legmagasabb listahelyezés | Legmagasabb listahelyezés | Eladás    | Minősítés (Minősítési küszöbérték) |
| Év   | Album adatok                                           | UK                        | US                        | CAN                       | AUS                       | GER                       | AUT                       | SWI                       | FRA                       | SWE                       | DEN                       | Eladás    | Minősítés (Minősítési küszöbérték) |
| ---- | ------------------------------------------------------ | ------------------------- | ------------------------- | ------------------------- | ------------------------- | ------------------------- | ------------------------- | ------------------------- | ------------------------- | ------------------------- | ------------------------- | --------- | --- |
| 1993 | Happy Nation / The Sign - Megjelent: 1993. február 19. | 1                         | 1                         | 1                         | 9                         | 1                         | 3                         | 2                         | 1                         | 3                         | 1                         | 23 millió | - US: 9× Platina - UK: 2× Platina - CAN: 10× Platina - AUT: Platina - FRA: Gyémánt - GER: 3× Platina - NL: 2× Platina - SWI: 2× Platina |
| 1995 | The Bridge - Megjelent: 1995. november 21.             | 66                        | 29                        | 13                        | 46                        | 8                         | 10                        | 4                         | 3                         | 1                         | 5                         | 6 millió  | - US: Platina - CAN: 2× Platina - EU: Platina - FRA: Platina - GER: Arany - SWE: Platina - SWI: Platina                                 |
| 1998 | Flowers / Cruel Summer - Megjelent: 1998. július 14.   | 15                        | 101                       | 23                        | 217                       | 3                         | 15                        | 1                         | 16                        | 5                         | 6                         | 3 millió  | - UK: Ezüst - CAN: Arany - SWI: Arany                                                                                                   |
| 2002 | Da Capo - Megjelent: 2002. szeptember 30.              | —                         | —                         | —                         | —                         | 48                        | 23                        | 61                        | —                         | 25                        | 21                        |           | |
| 2010 | The Golden Ratio - Megjelenés: 2010. szeptember 24.    | —                         | —                         | —                         | —                         | —                         | —                         | —                         | —                         | —                         | —                         |           | |

### Kislemezek
| Év                      | Lemez                     | Lista helyezés | Lista helyezés  | Lista helyezés | Lista helyezés | Lista helyezés | Lista helyezés | Lista helyezés | Lista helyezés | Lista helyezés |
| Év                      | Lemez                     | U.S. Hot 100   | U.S. Mainstream | U.S. Dance     | UK             | CAN            | GER            | SWE            | DEN            | SP             |
| ----------------------- | ------------------------- | -------------- | --------------- | -------------- | -------------- | -------------- | -------------- | -------------- | -------------- | -------------- |
| 1992                    | All That She Wants        | 2              | 1               | 3              | 1              | 2              | 1              | 3              | 1              | 1              |
| 1993                    | Wheel Of Fortune          | -              | -               | -              | 20             | -              | 4              | 39             | 2              | -              |
| 1993                    | Happy Nation              | -              | -               | -              | 40             | -              | 7              | 4              | -              | -              |
| 1993                    | Waiting For Magic         | -              | -               | -              | -              | -              | -              | 19             | 2              | -              |
| 1993                    | The Sign                  | 1              | 1               | 13             | 2              | 1              | 1              | 2              | 3              | 1              |
| 1994                    | Don’t Turn Around         | 4              | 1               | 36             | 5              | 1              | 6              | 11             | 9              | -              |
| 1994                    | Living In Danger          | 20             | 7               | 1              | 18             | 4              | 23             | 15             | -              | -              |
| 1995                    | Lucky Love                | 30             | -               | 1              | 20             | 2              | 13             | 1              | 2              | 6              |
| 1995                    | Beautiful Life            | 15             | -               | 1              | 15             | 1              | 20             | 22             | 2              | -              |
| 1996                    | Never Gonna Say I'm Sorry | -              | -               | -              | -              | 53             | 44             | 24             | 12             | -              |
| 1998                    | Life Is A Flower          | -              | -               | -              | 5              | -              | 20             | 5              | 2              | -              |
| 1998                    | Cruel Summer              | 10             | -               | -              | 8              | 5              | 25             | 33             | 4              | -              |
| 1998                    | Whenever You're Near Me   | 76             | -               | -              | -              | 51             | -              | -              | -              | -              |
| 1998                    | A Travel To Romantis      | -              | -               | -              | -              | -              | 61             | 83             | 20             | -              |
| 1998                    | Always Have Always Will   | -              | -               | -              | 12             | -              | 47             | -              | 15             | -              |
| 1999                    | Everytime It Rains        | -              | -               | -              | 22             | -              | -              | -              | -              | -              |
| 1999                    | C'est la Vie (Always 21)  | -              | -               | -              | -              | -              | 64             | 38             | 10             | 1              |
| 2000                    | Hallo Hallo               | -              | -               | -              | -              | -              | 99             | -              | -              | -              |
| 2002                    | Beautiful Morning         | -              | -               | -              | -              | -              | 38             | 14             | 18             | -              |
| 2002                    | The Juvenile              | -              | -               | -              | -              | -              | 78             | -              | -              | -              |
| 2003                    | Unspeakable               | -              | -               | -              | -              | -              | 97             | -              | -              | -              |
| 2008                    | Wheel Of Fortune 2009     | -              | -               | -              | -              | -              | -              | -              | -              | -              |
| 2009                    | Cruel Summer 2009         | -              | -               | -              | -              | -              | 69             | -              | -              | -              |
| 2010                    | All 4 You                 | -              | -               | -              | -              | -              | 38             | -              | -              | -              |
| Összes 1. helyezett dal | Összes 1. helyezett dal   | 1              | 3               | 3              | 1              | 3              | 2              | 1              | 1              | 3              |

## Fordítás
- Ez a szócikk részben vagy egészben  az   Ace of Base című angol nyelvű Wikipédia-szócikk fordításán alapul.  Az eredeti cikk szerkesztőit annak laptörténete sorolja fel. Ez a jelzés csupán a megfogalmazás eredetét és a szerzői jogokat jelzi, nem szolgál a cikkben szereplő információk forrásmegjelöléseként.